# Louise Bourgeois
Louise Joséphine Bourgeois (Parigi, 25 dicembre 1911 – New York, 31 maggio 2010) è stata una scultrice e artista francese, naturalizzata americana.
È considerata una delle grandi artiste dell'arte moderna. Vicina ai movimenti dell'astrattismo, dell'espressionismo e del surrealismo, non si definì mai un esponente di queste correnti artistiche.

## Biografia
Bourgeois nacque il 25 dicembre 1911 a Parigi. Secondogenita di Joséphine Fauriaux e Louis Bourgeois, i genitori possedevano una galleria di arazzi antichi. Pochi anni dopo la sua famiglia si trasferì a Choisy-le-Roi dove aprì un laboratorio di restauro degli arazzi, per il quale Bourgeois completava i disegni nei punti in cui erano usurati.
Nel 1930 entrò alla Sorbona per studiare, inusuale a quel tempo per una donna, matematica e geometria. Nel frattempo la madre si ammala e Bourgeois mette da parte gli studi di matematica per accudirla ma nel 1932 la madre muore spingendola a tentare il suicidio ed ispirandola a studiare arte e ad abbandonare la matematica. 

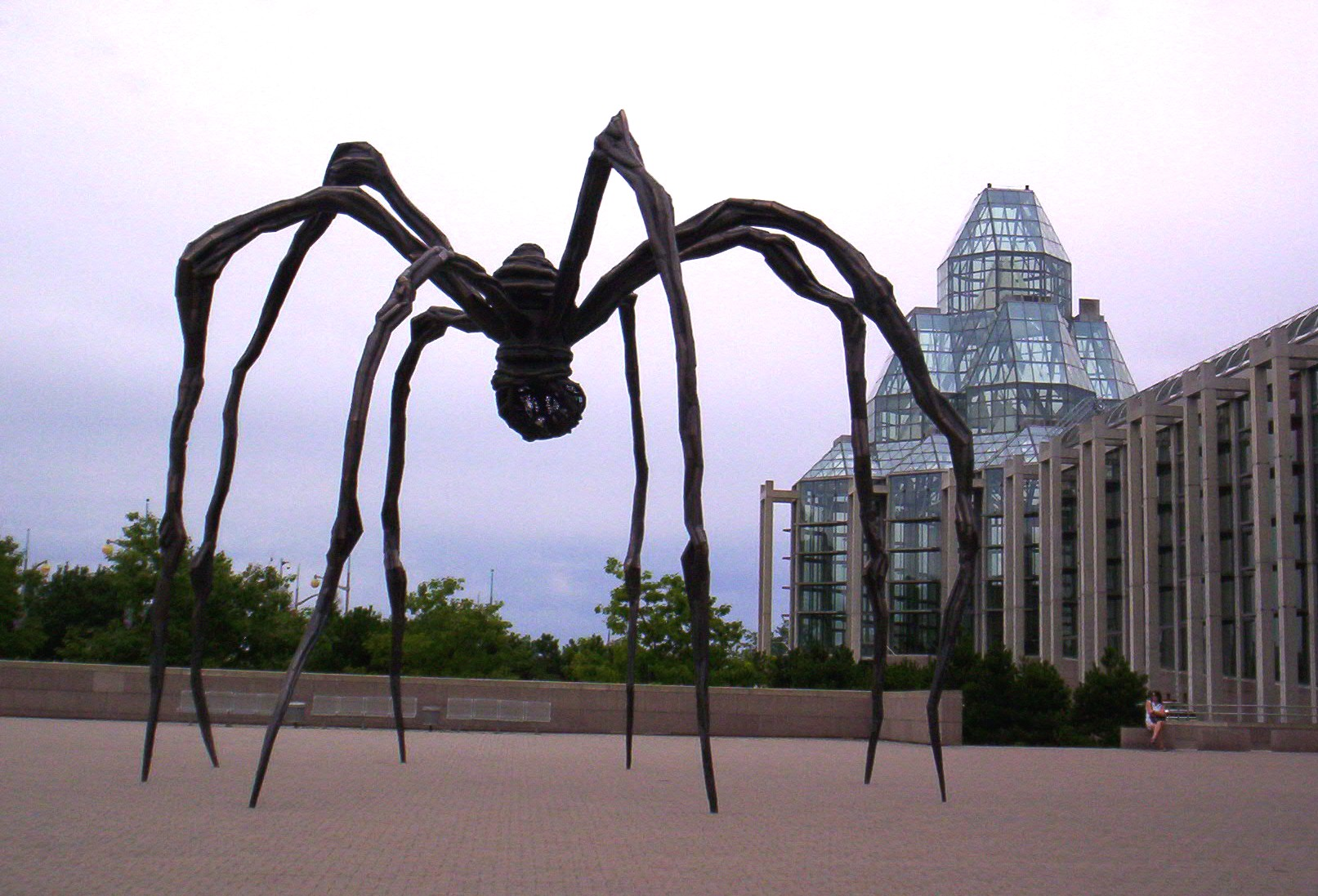
Maman, situata davanti alla National Gallery of Canada

Louise Bourgeois si formò come scultrice alla École des Beaux-Arts di Parigi, per poi approdare a New York nel 1938. Acquisì la cittadinanza degli Stati Uniti nel 1951, dopo esser stata indagata da Joseph McCarthy, e partecipò a diverse correnti artistiche, dapprima sotto l'influenza del surrealismo degli emigrati dall'Europa e dedicandosi, a partire dagli anni sessanta, alla lavorazione del metallo realizzando tra l'altro delle installazioni.
La sua popolarità aumentò con la partecipazione alla documenta nel 1992 ed alla Biennale di Venezia nel 1993. Negli anni più maturi, l'artista si occupa in maniera approfondita di temi come la sessualità, la famiglia e la solitudine, rappresentando immagini trasfigurate del membro maschile nelle sue installazioni e celebrando il concetto di maternità con enormi sculture filigrane a forma di ragno; si tratta di opere di carattere onirico spesso ripetute per essere poi installate in diverse città, dell'altezza di una decina di metri.
La Tate Modern di Londra le ha dedicato un'ampia retrospettiva in occasione del suo novantacinquesimo compleanno (2007), destinata a continuare in diverse sedi di prestigio tra cui il Centre Pompidou. Al pian terreno della Mori Tower, nel quartiere di Roppongi Hills a Tokyo, è possibile ammirare e toccare una delle sue celebri sculture a forma di ragno gigante. Dal 5 maggio al 19 settembre 2010 è stata aperta al pubblico una retrospettiva a Venezia a cura di Germano Celant, presso la Fondazione Emilio e Annabianca Vedova, che presenta la produzione quasi sconosciuta di opere realizzate in stoffa.
Nel 1997 presso la Fondazione Prada di Milano c'è stata la prima importante retrospettiva in Italia con delle nuove sculture fatte di abiti che richiamavano l'idea di una memoria personale di cui liberarsi, tema assai caro all'artista.
Nell'ottobre del 2016 è stata installata nel Parco della sculture di Origgio (VA) una grande scultura donata dall'artista alla città grazie all'intercessione dell'artista italiano e suo amico Giovanni Rizzoli. L'opera, intitolata The Couple (2003), rappresenta un viscerale abbraccio tra due figure antropomorfe sospese a un albero ed è l'unica opera di grandi dimensioni della Bourgeois esposta in uno spazio pubblico non museale in Europa.
È scomparsa nel 2010 a New York all'età di 98 anni.

## Scritti
- Distruzione del padre / Ricostruzione del padre. Scritti e interviste, A cura di Marie-Laure Bernadac e Hans-Ulrich Obrist. Traduzione di Giuseppe Lucchesini e Marcella Majnoni, Macerata, Quodlibet 2009